# Прогулки с монстрами
Прогулки с монстрами (англ. Walking with Monsters) — научно-популярный фильм BBC, вышедший в 2005 году, рассказывающий о животных, обитающих на Земле  до появления динозавров.

## Сюжет
Виртуальное путешествие в фильме начинается 530 миллионов лет до н.э, в Кембрийском периоде. Жизнь на суше еще отсутствовала, а концентрировалась в морях. Типичными обитателями были — медузы, трилобиты и др. Главный хищник этого времени — аномалокарис. В этот период появляются рыбы. Далее борьба за выживание в фильме показана в Силурийский период. Типичным представителем является цефаласпис, главным же охотником силурийских морей были ракоскорпионы. Крупнейшим видом ракоскорпионов был птеригот. Он достигал в длину 3 метра и является также самым крупным представителем членистоногих, когда-либо живших на Земле. В Силуре появляется жизнь и на суше. Развиваются первые растения — куксонии, на сушу начинают выходить ракоскорпионы. Но кислорода по прежнему очень мало.
Следующим периодом является Девонский период. Растения окончательно покорили сушу. Членистоногие уменьшились в размерах и вышли на сушу. От рыб произошли первые земноводные. Одна из первых амфибий на Земле — гинерпетон, достигающий до 2 метров в длину. На него охотились создания, которые были просто гигантами этого времени. Одним из таких гигантов была плотоядная рыба — гинерия, она в длину достигала 5 метров и весила 2 тонны. Амфибии могли спастись на суше от любой опасности, но не надолго, поскольку были ещё сильно привязаны к воде. Серьёзные изменения в биосфере происходят в каменноугольный период, или карбон, который был приблизительно 300 миллионов лет назад. Воздух был перенасыщен кислородом и это спровоцировало рост огромных растений: лепидодендроновых, каламитовых и кордаитовых. Увеличение кислорода в атмосфере спровоцировало рост членистоногих, которые увеличились в несколько раз. В фильме представлены следующие гигантские членистоногие: лифистиаморфный паук, меганевра и артроплевра. Появляется в фильме и одно из первых пресмыкащихся — петролакозавр. В это время процветали крупные земноводные. В фильме показан один из них — протерогиринус. Следующим периодом путешествия во времени был Пермский период. Рептилии эволюционируют. В раннем пермском периоде, в фильме представлены эдафозавры, а также диметродоны — крупнейшие хищники ранней перми. В поздний пермский период условия жизни на Земле ухудшаются, и борьба за выживание становится более суровой. Основные представители данного периода — скутозавры, горгонопсы, дииктодоны, ринезухи и другие. В Триасовом периоде начинается период возникновения предков динозавров. Из животных триаса в фильме представлены листрозавр, эупаркерия, эучамберсия, протерозух.

## Эпизоды

### Эпизод 1
530 млн лет назад — Кембрий — Китай
- Аномалокарис
- Трилобит
- Хайкоуихтис
- Первые медузы
- Амисквия (проплывает под готовящимися к схватке аномалокарисами)
- Неизвестный коралл

Первый эпизод фильма начинается после показа столкновения Земли с Теей. Первый период палеозоя— кембрий. Главным хищником является 2-метровый членистоногий аномалокарис. Этот древнейший суперхищник нападает на трилобита, выследив его своими шарообразными глазами. Во время брачного периода два самца аномалокариса нападают друг на друга. Схватка заканчивается тем, что у одного из них раскалывается
панцирь. Побеждённый аномалокарис опускается к подводной скале, рядом с которой его окружают маленькие хордовые хайкоуихтисы. Они вырывают мелкие кусочки мяса из раны артропода. Аномалокарис быстро уплывает и исчезает в толще воды.
Хайкоуихтисы смогут пережить ужасных морских артропод. Они продолжат эволюционировать. Их потомками станут все позвоночные, включая динозавров, слонов и людей.

### Эпизод 2
418 млн лет назад — Силур — Южный Уэльс — Великобритания
- Цефаласпис
- Бронтоскорпио (в российском дубляже назван ракоскорпионом)
- Камероцерас (в российском дубляже назван ортоцерасом)
- Птеригот (в российском дубляже назван эврептеридом)
- уже вполне современные морские ежи и губки
- Граптолит

Силурийский период. Хайкоуихтис эволюционирует в 60-сантиметровых цефаласписов. В это же время сушу начинают осваивать растения куксонии. На Земле постепенно становится все больше кислорода, но в атмосфере содержание углекислого газа в 300 раз превышает современный уровень. В океане появляются головоногие больших размеров. Один из них — камероцерас — достигал 11 м в длину (с щупальцами). На древних рыб цефаласписов охотятся скорпионы рода бронтоскорпио, которые также иногда могут вылезать из моря на сушу. Длина этих артропод достигала 94 см. У бронтоскорпио также было жало размером с электрическую лампочку. Один бронтоскорпио преследует усталого цефаласписа. Хищник настигает жертву, но цефаласпис, рванувшись из последних сил, сворачивает в сторону. В этот момент на бронтоскорпио нападает 3-метровый ракоскорпион птеригот. В это время цефаласписы собираются в многочисленные стаи и отправляются в пресную заводь на нерест. Когда они преодолевают последний высокий порог, их с суши атакуют бронтоскорпио. Но рыб очень много и скорпионы не смогут съесть абсолютно всех. Один из скорпионов не насыщается: во время нереста цефаласписов он вынужден сбросить с себя старый панцирь. Пока у бронтоскорпио происходит линька, рыбы, отнерестившись, возвращаются в океан.
Пройдёт ещё несколько миллионов лет и потомки цефаласписов обзаведутся челюстями, а некоторые попробуют выйти на сушу. Именно от них произойдут первые амфибии, такие как гинерпетон.

### Эпизод 3
360 млн лет назад — Девонский период — Пенсильвания — США
- Гинерпетон (в российском дубляже назван стегоцефалом)
- Гинерия
- Стетакант (в российском дубляже назван примитивной акулой)
- Современный скорпион
- Современная костная рыба (проплывает под гинерпетоном)

Прошло много миллионов лет после того, как животные и растения вышли на сушу. Цефаласписы эволюционируют в гинерпетонов — 2-метровых земноводных. Кожа гинерпетона в три раза тоньше чем у человека, поэтому её нужно непрерывно увлажнять. Вода для гинерпетонов — небезопасное место. Амфибия заходит в воду и его преследует примитивная акула стетакант. В тот момент, когда стетакант уже хочет схватить гинерпетона, на него нападает гигантская кистеперая рыба — гинерия. Её длина — почти 5 метров, а вес — 2 тонны. Она тоже пытается схватить гинерпетона, но в этот момент амфибия уже вылезает на сушу. У гинерпетонов наступает брачный период. Ночью самцы сражаются, пытаясь прогнать соперника ревом. Один из них наконец не выдерживает и убегает прочь, а утром победитель спаривается с самкой, но в этот момент на них из воды набрасывается гинерия. Гинерпетоны отбегают на безопасное расстояние, но гинерия не отстает, поскольку может на время выползать из воды. Рыба хватает самца и ныряет в озеро. Однако самка ещё во время спаривания отложила икру.
В будущем амфибии смогут навсегда избавиться от угрозы для жизни в воде: они начнут покорять сушу.

### Эпизод 4
300 млн лет назад — Карбон — Канзас — США
- Петролакозавр
- Неопределённый доисторический паук представитель Mesothelae
- Артроплевра
- Меганевра
- Протерогирин

Вторая половина каменноугольного периода. Гинерпетон эволюционирует в петролакозавра. Землю покрывают заболоченные леса. Артроподы вырастают до неузнаваемых размеров. Именно в это время и появляются первые рептилии, например, 40-сантиметровый петролакозавр, который может откладывать яйца на суше. Яйца петролакозавра покрыты водонепроницаемой скорлупой, благодаря чему рептилии могут жить и размножаться на суше. Но даже на суше кладку можно легко разорить и вылупившиеся детёныши петролакозавра становятся жертвой гигантского паука. Брюшко у него разделено на несколько сегментов, он живёт в неглубоких норах. Паук нападает на петролакозавра, но рептилии удается спастись. Это ненадолго: покровы тела паука не дает ему сразу протиснутся внутрь бревна, но ему всё же удаётся попасть внутрь. Петролакозавр оказывается в ловушке и паук нападает на него. Он впрыскивает в рептилию пищеварительный сок и умерщвляет. Логово паука затопилось. Он ищет другую нору, таща добычу, но в этот момент петролакозавр попадает в лапы хищной меганевры, которая выхватывает у паука его добычу. Паук в поисках норы натыкается на протерогиринов и на многоножку артроплевру. Он напуган и уползает, а артроплевра заходит на опасную территорию. Неожиданно из воды на неё выскакивает протерогирин, Разгорается схватка, артроплевра встает на дыбы. Протерогирин решается прокусить её панцирь. Он решительно подпрыгивает, задевает артроплевру и напуганная многоножка валится на торчащую палку и протыкается, как холодец. Протерогирину остается только поесть. В это время надвигается гроза, повсюду вызывая пожары. Паук вовремя находит для себя подходящую нору, выгоняет из неё петролакозавра и устраивается в своём новом жилище. Ночью начинается гроза. Меганевры в ужасе пролетают над прудом и протерогиринам неожиданно выпадает удача поохотиться. Удар молнии попадает в нору паука. Когда тучи расходятся, появляется петролакозавр. Он приближается к норе паука, вытаскивает его обгорелый труп и приступает к трапезе.

### Эпизод 5
280 млн лет назад — Ранняя пермь — Тюрингия — Германия
- Диметродон
- Эдафозавр
- Сеймурия
- Современная стрекоза

После карбона начинается пермский период. Петролакозавр эволюционирует в эдафозавра. Появляются первые гигантские рептилии эдафозавры. Они греются на солнце прохладным утром используя свои гребни на спине как солнечные батареи. Насекомые уменьшились в размерах. Не только эдафозавры обладали парусом: его имел и крупный 3-метвовый хищник диметродон. Беременная самка диметродона набредает на стадо эдафозавров, выбирает молодую особь и с разбегу «летит» к эдафозаврам. В стаде поднимается паника и все разбегаются, но один молодой эдафозавр не убегает, самка хочет его настичь, но она не может долго бегать на одной скорости: она делает передышку и опять срывается с места. Эдафозавры в ужасе спасаются бегством, но детёныш не может догнать их и становится жертвой диметродона. После охоты самка откладывает яйца. В это время за ней наблюдает амфибия-рептилиоморф сеймурия. Проходит холодная зима. Весной самка диметродона с яростью защищает свою кладку от другой самки, которая тоже хочет отложить тут яйца. После сражения мать-хозяйка ослабевает и не может больше охранять гнездо. Сеймурия пользуется моментом чтобы украсть яйца, но она попадает в зубы самца диметродона, который следил за ней.
Вскоре из яиц начинают вылупляться детеныши. Их мать слышит их писк и отправляется искать пищу. Детёныши выбираются из гнезда и разбегаются, но тут появляются голодные диметродоны-каннибалы, которые съедают одного.
В это время один детеныш, спасаясь, ныряет в кучу помета, чей запах отвлекает врага и диметродончик спасается. Диметродон, который оказывается его матерью, пытается его догнать, но взрослая особь не может влезть на дерево за добычей. Видя, что жертва вне досягаемости, хищник уходит.

### Эпизод 6
250 млн лет назад — Великое пермское вымирание — Сибирь — Россия — Пангея
- Иностранцевия (в фильме названа горгонопсом)
- Дииктодон
- Скутозавр
- Ринезух (в фильме назван лабиринтодонтом)

Прошло 30 миллионов лет. Диметродон эволюционирует в горгонопсида. К концу перми все материки Земли сливаются в один суперконтинент — Пангею. Большая часть его покрыта громадными песчаными пустынями, в которых всё ещё живут различные представители зверообразных рептилий… Старый скутозавр — одиночка случайно встречает голодную самку гигантского горгонопсида, которая сейчас же набрасывается на скутозавра и съедает его, после чего отправляется к небольшому оазису утолить жажду. Она прогоняет более мелких представителей своего вида и метит свою территорию пахучими железами. Недалеко от воды в завитых штопором норах живут маленькие рептилии дииктодоны, рацион которых составляет скудная растительность. Когда самка горгонопсида приближается к дииктодонам, они прячутся от неё под землёй. Тогда свирепый хищник возвращается к оазису, в котором обнаруживает гигантского лабиринтодонта ринезуха. С этого дня самка горгонопсида начинает выслеживать амфибию. Спустя некоторое время начинается влажный сезон, но из-за высокой температуры дождь не идёт. Водоём постепенно пересыхает. В нём погибают рыбы. Внезапно из-за песчаных барханов показывается огромное стадо скутозавров, почуявших воду издалека. Скутозавры начинают спокойно утолять жажду, не обращая внимания на самку горгонопсида, которая боится напасть на такое громадное стадо. Через несколько дней водоём почти полностью пересох: скутозавры выпили всю воду. Медлительные травоядные отправляются дальше на поиски воды. Для оставшихся животных ситуация становится критической: им нечего пить. Самка горгонопсида в отчаянии пытается вырыть из-под земли дииктодонов, но они спрятались очень глубоко. Тогда самка возвращается к водоёму и вырывает из засохшего ила ринезуха, который совсем недавно покрыл себя слизью и впал в оцепенение, чтобы переждать засуху. Самка начинает лакомиться ринезухом, как вдруг поднимается штормовой ветер и начинается сильная песчаная буря, которая полностью засыпает оазис. После того как ветер стихает, не видно никаких признаков жизни, на вершине бархана лежит задохнувшаяся самка гигантского горгонопсида. На первый взгляд, всё живое погибло, но неожиданно из-под земли выходят дииктодоны. Они — единственные животные, пережившие глобальную засуху. В будущем их потомки первыми освоят вновь опустевшую сушу.

### Эпизод 7
248 млн лет назад — Ранний триас — Антарктида — Пангея
- Листрозавр
- Эупаркерия
- Эучамберсия (в российском дубляже названа тероцефалом)
- Протерозух (в фильме назван хасматозавром)
- Современная стрекоза (но в увеличенных размерах)

Начало триасового периода. Дииктодон эволюционирует в листрозавра. Территория Антарктиды покрыта хвойными лесами, в которых пасутся листрозавры (после массового пермского вымирания они стали самыми крупными сухопутными животными), а в тени деревьев на насекомых охотится маленькая эупаркерия — предок динозавров.
Стадо листрозавров отправляется в ежегодную миграцию в поисках новых пастбищ. Путешествие рептилий полно опасностей: в ущелье на слабую особь нападает тероцефал эучамберсия, а, переплывая реку, некоторые листрозавры становятся жертвами протерозухов — самых древних родичей крокодилов. Однако большая часть листрозавров переплывает через водоём и продолжает путь.
Эупаркерия приближается к трупу листрозавра, которого вынесло на берег. Она приступает к трапезе, не обращая внимания на протерозуха, лежащего недалеко от неё. У маленькой эупаркерии великое будущее: она породит самых знаменитых доисторических чудовищ — динозавров.
В будущем, уже к концу триаса динозавры начнут вытеснять зверообразных рептилий и занимать их ниши. В юрском периоде динозавры станут главными хозяевами суши. Наши предки превратятся в мелких пушистых зверьков, живущих в страхе перед рептилиями. Следующие 130 миллионов лет суша будет всецело принадлежать динозаврам.
(Далее — сериал Прогулки с динозаврами).